# Бьёрн Свейнссон Бьёрнссон
Бьёрн Свейнссон Бьёрнссон (исл. Björn Sveinsson Björnsson; 15 октября 1909 — 14 апреля 1998) — исландский доброволец Ваффен-СС, журналист при полке СС «Курт Эггерс», работавший на датском радио. Сын первого президента Исландии Свейдна Бьёрнссона.

## Биография
Отец — Свейдн Бьёрнссон, работавший до своего избрания на пост президента Исландии послом в Дании в 1918—1941 годах. Мать — Георгия Бьёрнссон (в девичестве Хансен). Окончил гимназию в Рейкьявике, в 1930 году переехал в Швецию, где устроился работать в филиале исландской транспортной компании Eimskip. В 1931 году переехал в Германию, осел в Гамбурге. Его первая жена, Мария, родила ему двоих дочерей (Хьордис и Брунгильда), а в 1937 году Бьёрн и Мария развелись. К тому моменту он уже стал оказывать материальную поддержку НСДАП, поскольку был впечатлён их политикой. В 1935 году основал собственную компанию Björn Sveinsson & Co., которая разорилась в 1938 году, а вскоре уехал в Данию, работал в Копенгагене и Орхусе на заводе по производству растительного масла.
9 апреля 1940 немцы оккупировали Данию и де-юре Исландию. В начале 1941 году Бьёрн вернулся в Гамбург, где нашёл работу на местном предприятии. После нападения Германии на СССР он записался добровольцем в Ваффен-СС, зимой 1942 года служил корреспондентом на Восточном фронте при 5-й танковой дивизии СС «Викинг». 15 мая 1942 года произведён в штурманны СС, окончил школу в Бад-Тёльце. Получал последовательно звания унтершарфюрера, обершарфюрера и унтерштурмфюрера СС, работая в отделе пропаганды в Берлине и занимаясь немецкоязычными новостями и радиовещанием. Также он работал вещателем на датском радио и публиковал статьи в журнале СС «Daggry». Осенью 1944 года не без помощи Бьёрна были раскрыты планы о попытке восстания датской полиции против немецких оккупационных властей. В течение 10 дней, пока немецкая полиция отлавливала зачинщиков, Бьёрн вместе с немцем Эрнстом Ломанном на Датском радио освещал события в традиционном пропагандистском ключе, чем заработал себе дурную славу среди датчан. Бьёрн хвастался, что благодаря своей работе нанёс серьёзный удар по датскому сопротивлению. Награждён Железным крестом 2-го класса.
После капитуляции Германии он был арестован датчанами, но в 1946 году без всяких объяснений был освобождён. По одной из версий, это произошло под давлением США; по другой версии, датчане и исландцы опасались, что это ударит по репутации его отца, который в 1944 году стал президентом Исландии. Вернувшись в Исландию (в Коупавогюр), Бьёрн во второй раз женился: на арфистке и певице Нанне Эгильсдоттир. С ней он уехал в 1949 году в Аргентину, но не нашёл там должной работы и вернулся домой. Некоторое время он работал в международном аэропорту в Кеблавике, затем в торговых компаниях ФРГ и США. С 1962 года сотрудничал с Encyclopaedia Britannica, обеспечивал продажи книг в Исландии и Скандинавии. В конце жизни изучал языкознание и музыку, а также физическую культуру. Последние годы жизни провёл в Боргарнесе.
Его супруга погибла 22 марта 1979 года в автокатастрофе у Бликастёдума, когда её сбил пьяный водитель, выскочивший на встречную полосу. В этом браке у Бьёрна Свейнссона детей не было.